# Maß über Holz

## Sprungmaß/Bundmaß
Das Maß über Holz, auch Sprungmaß oder Bundmaß, bezeichnet im Zimmerhandwerk den Abstand von zwei Hölzern, gemessen auf die jeweils gleiche Kante, wobei über das Holzwerkstück hinweg gemessen wird. Zum Beispiel im Dachstuhl die Sparren oder die Balken der Balkenlage.